# 莫科洛
莫科洛是非洲中西部國家喀麥隆的城市，由極北省負責管轄，位於該國北部曼達拉山脈，信奉基督教和伊斯蘭教的居民各佔40%，2001年人口估計約30,000。
10°44′N 13°48.8′E / 10.733°N 13.8133°E